# 손선영
손선영(1987년 12월 4일 ~ )은 대한민국의 성우로, 2017년 대원방송 성우극회 공채 8기로 입사했다.

## 출연작
- SPY×FAMILY - 유인 에지버그
- 나소흑전기: 첫만남편 - 소흑
- 루팡 3세 PART 4
- 빨강머리 앤 (애니원) - 미니메이
- 안녕 앤 - 호레이스
- 원피스 (대원방송) - 신드, 샬롯 커스터드(샬롯 가의 6녀), 샬롯 에필레(샬롯 가의 5녀), 샬롯 플랑페(샬롯 가의 36녀), 슈거, 오타마
- 용감한 토끼 당당이 - 코랄
- 이토 준지 컬렉션 - 아야오, 조모, 여친1 외 각종
- 엘프
- 조이드 와일드 - 라이스
- 푸드 몬스터
- 학원 베이비시터즈 - 각종 단역
- 호빵맨 - 코돌이, 민트소녀 (7화), 라면천사 (9화), 별소녀 (13화)
- Go! 프린세스 프리큐어 - 퍼프 (파후)
- 반짝반짝 해피★ 열려라! 코코밍 (디즈니채널) - 마이밍
- 마법사 프리큐어! - 수정구슬, 케이, 치크룬
- 브레드 이발소 시즌 3(KBS 1TV) - 꼬마 초콜릿
- 카비온 - 순옥, 아만다, 아로핑
- 새콤달콤 캐치! 티니핑 - 와플핑

## OST
- 소공녀 세라 오프닝 꽃의 속삭임 한다.

### 특촬물
- 가면라이더 이그제이드 - 김미숙
- 가면라이더 빌드 - 성유미, 오세영
- 파워레인저 갤럭시포스

### 게임
- 던전 앤 파이터 - 드루이드 미아
- 쿠키런: 킹덤 - 당근맛 쿠키, 깎은 당근맛 쿠키
- 원신 - 카치나